# 恰夫達爾 (索菲亞州)
42°39′N 24°3′E / 42.650°N 24.050°E

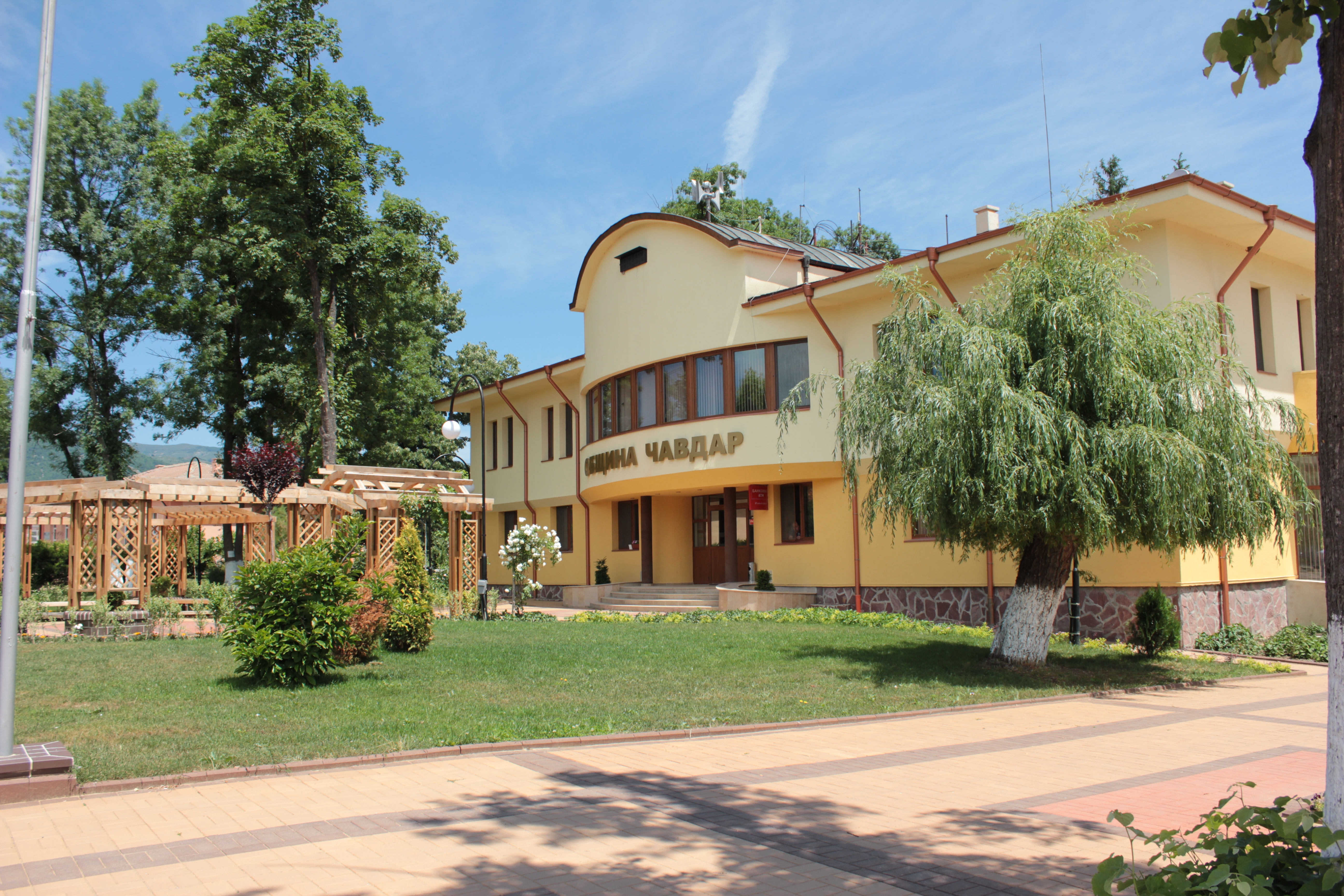
市政厅

恰夫達爾，是保加利亞西部索菲亞州恰夫達爾市鎮的村庄及行政中心，面積70.8平方公里，海拔高度570米，2015年人口1,253，人口密度每平方公里17.7人。